# 马蒂亚斯·西尔维斯特雷
马蒂亚斯·西尔维斯特雷（西班牙語：Matías Silvestre，1984年9月25日—）是一名阿根廷足球运动员，司职后卫，现在意大利足球甲级联赛球队安玻里。

## 俱乐部生涯
西尔维斯特雷在阿根廷豪门博卡青年开始职业足球生涯。2003年3月23日，他在博卡青年3比1击败拉努斯上演联赛首秀。他在2003年至2007年间，担任中后卫和右边卫，共为博卡青年联赛出场63次，射进6球。
2008年1月冬季转会窗，西尔维斯特雷租借加盟意大利足球甲级联赛球队卡塔尼亚半年。在租借期间，他获得的机会不多，仅得到11次出场机会，其中5次作为首发出场。但2008年夏季，接任球队主教练后，决定启用合同的买断条款，正式签入西尔维斯特雷。2008/09赛季，他成为球队的绝对主力，帮助球队连续第三年保级成功。2009/10赛季，他成为球队出场时间最多的球员，表现出色，帮助卡塔尼亚在38场联赛中仅丢45球，以创俱乐部历史最高联赛积分的45分结束赛季。2011年1月31日，在吉乌塞佩·马斯卡拉被卖到那不勒斯后，西尔维斯特雷成为球队队长。2010/11赛季，他又帮助卡塔尼亚把俱乐部顶级联赛的积分纪录提高到46分。
2011年8月9日，西尔维斯特雷以730万欧元的身价转会加盟巴勒莫。9月11日，他在巴勒莫4比3击败国际米兰的比赛中首次代表球队出场。2012年7月6日，西尔维斯特雷以300万欧元的身价租借加盟国际米兰两个赛季，以顶替刚刚解约离开的。 据报道，国际米兰在租借期满后拥有西尔维斯特雷的优先买断权，租借费加转会费合计为850万欧元。但他在2012/13赛季频繁受到伤病困扰，只代表国际米兰出场20次，其中联赛出场9次。赛季结束后，巴勒莫拒绝国际米兰中止租借合同的要求。
2013年7月30日，西尔维斯特雷被国际米兰租借到同城死敌AC米兰一个赛季，租借费为400万欧元。